# Leonid Filatov
Leonid Filatov (Kazan', 24 dicembre 1946 – Mosca, 26 ottobre 2003) è stato un attore e regista sovietico.

## Filmografia parziale

### Attore
- Atterraggio zero (1979)
- Città Zero (1988)
- Šag (1988)
- Sukiny deti (1990)

### Regista
- Sukiny deti (1990)